# Alfred Schmidt (Industrieller)
Leopold Emil Alfred Schmidt (* 9. August 1867 in Köln; † 8. März 1931 in Köln-Lindenthal) war ein deutscher Industrieller und Pharmaziehistoriker.

## Leben
Alfred Schmidt war der Sohn des aus Monschau gebürtigen Kaufmanns Franz Emil Schmidt und dessen aus Bergheim stammenden Ehefrau Franziska Henrietta Leopoldina Schmidt, geborene Bodewig. Sein Großvater, der aus Leipzig gebürtige Kaufmann Anton Jacob Constantin Schmidt war noch vor Alfreds Geburt 1865 in Köln gestorben. Emil Schmidt hatte 1870 zusammen mit Otto Ladendorff die Firma E. Leybold’s Nachfolger übernommen. Die Firma stellte feinmechanische und optische Apparate für den pharmazeutischen und physikalisch-technischen Bedarf her. Alfred Schmidt durchlief zunächst die kaufmännische Ausbildung und studierte dann an den Universitäten zu Berlin und Bonn, jedoch zunächst ohne Abschluss. 1891 trat Schmidt in die Firma seines Vaters ein, in deren Vorstand er 1910 gewählt wurde.
In den folgenden Jahrzehnten engagierte sich Schmidt vor allem im Verbandswesen. Er war  Mitbegründer und seitdem Vorstandsmitglied des Verbandes Kölner Großfirmen und des Zentralverbands des deutschen Großhandels, außerdem ab 1919 Mitglied der Industrie- und Handelskammer zu Köln. Darüber hinaus war er in mehreren Vereinen zur Forschungsförderung aktiv, darunter die Kaiser-Wilhelm-Gesellschaft, die Deutsche Gesellschaft für Geschichte der Medizin, Naturwissenschaft und Technik (als Schriftführer) und die Deutsche Gesellschaft für Mechanik und Optik (als Präsident).
Durch ihn wurde die Zusammenarbeit der Firma E. Leybold’s Nachfolger mit Wolfgang Gaede, dem Pionier in der Vakuumtechnik, initiiert.

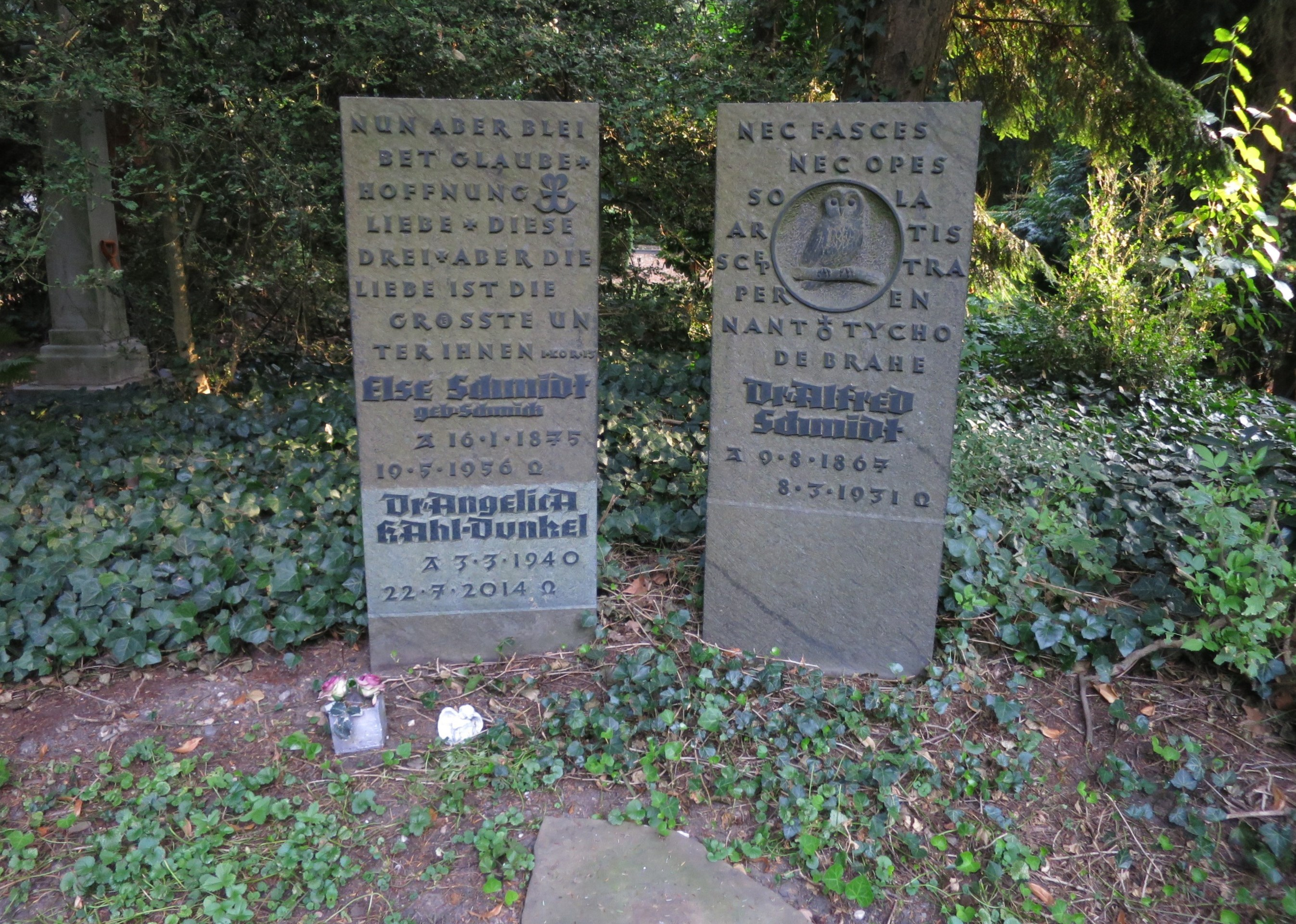
Grab auf dem Melaten-Friedhof

Schmidt beschäftigte sich Zeit seines Lebens mit der Geschichte der Pharmazie. Er verfasste darüber zwei Bücher: Eine Geschichte der Kölner Apotheken aufgrund der nachgelassenen Aufzeichnungen von Friedrich Bellingrodt (erstmals 1918) und seine Doktorarbeit Drogen und Drogenhandel im Altertum, mit er 1923 in Bonn zum Dr. phil. promoviert wurde. Beide Werke waren die ersten Darstellungen ihrer Art und erlebten nach kurzer Zeit eine Neuauflage. Sie sind in der Fülle und Anordnung ihres Materials bis heute unübertroffen. Daneben veröffentlichte Schmidt 1925 eine Geschichte der Firma Leybold.
Er starb 1931 in seiner Villa in Köln-Lindenthal, Joeststr. 19 (heute Fürst-Pückler-Str. 46), die während des Zweiten Weltkriegs stark beschädigt und in der Folge stark verändert als Mehrfamilienhaus wieder aufgebaut wurde. Sein Schwiegersohn Manfred Dunkel führte als sein Nachfolger die Firma E. Leybold’s Nachfolger als Familienbetrieb bis in das Jahr 1967 weiter. Die Familiengrabstätte befindet sich auf dem Kölner Friedhof Melaten (Flur 20 (E)).

## Schriften (Auswahl)
- Die Kölner Apotheken von der ältesten Zeit bis zum Ende der reichsstädtischen Verfassung. Bonn 1918. 2. verbesserte und vermehrte Auflage. Arthur Nemayer, Köln/Mittenwald (Bayern) 1930 (= Veröffentlichung der Gesellschaft für Geschichte der Pharmazie)
- Drogen und Drogenhandel im Altertum. Leipzig 1924. 2. Auflage 1927. Nachdruck New York 1979.
- Geschichte der Firma E. Leybold’s Nachfolger 1850–1925. Köln 1926.
- Drogen. In: Paulys Realencyclopädie der classischen Altertumswissenschaft (RE). Supplementband V, Stuttgart 1931, Sp. 172–182.